# Ensta en Bodarna
Ensta en Bodarna (Zweeds: Ensta och Bodarna) is een småort in de gemeente Uppsala in het landschap Uppland en de provincie Uppsala län in Zweden. Het småort heeft 113 inwoners (2005) en een oppervlakte van 28 hectare. Eigenlijk bestaat het småort uit twee plaatsen: Ensta en Bodarna.